# Белетинец
Белетинец је насељено место у саставу општине Свети Илија у Вараждинској жупанији, Хрватска. До територијалне реорганизације у Хрватској налазио се у саставу старе општине Вараждин.

## Становништво
На попису становништва 2011. године, Белетинец је имао 956 становника.

## Попис1991.
На попису становништва 1991. године, насељено место Белетинец је имало 1.061 становника, следећег националног састава:
| Попис 1991.‍   | Попис 1991.‍ | Попис 1991.‍ | Попис 1991.‍ | Попис 1991.‍ |
| ------------- | ----------- | ----------- | ----------- | ----------- |
|               |             |             |             |             |
| Хрвати        | Хрвати      |             | 1.055       | 99,43%      |
| Македонци     | Македонци   |             | 1           | 0,09%       |
| остали        | остали      |             | 1           | 0,09%       |
| непознато     | непознато   |             | 4           | 0,37%       |
| укупно: 1.061 |             |             |             |             |